# Горки (Ильинское сельское поселение)
Горки — село в Угличском районе Ярославской области России, входит в состав Ильинского сельского поселения.

## География
Расположено на берегу речки Талица (приток Устья) в 11 км на юго-восток от центра поселения села Ильинского и в 41 км к юго-востоку от города Углича.

## История
К селу примыкал Васильевский погост на Талице. Каменная Васильевская церковь на погосте была построена в 1802 году на средства прихожан. С тремя престолами: в настоящей холодной церкви один престол - в честь св. Василия Великого, в теплой церкви два престола: на правой стороне - во имя св. муч. Параскевы, освящен в 1897 году, и на левой стороне - в честь Живоначального Источника Божией Матери, освящен в 1897 году. 
В конце XIX — начале XX село входило в состав Василевской волости Угличского уезда Ярославской губернии. 
С 1929 года село входило в состав Василевского сельсовета Угличского района, в 1944 — 1959 годах — в составе Ильинского района, с 2005 года — в составе Ильинского сельского поселения.

## Население
| 1859 | 2007 | 2010 |
| ---- | ---- | ---- |
| 461  | ↘94  | ↘76  |

## Достопримечательности
В селе расположена действующая Церковь Василия Великого (1802).